# Gaál Gyöngyi
Gaál Gyöngyi (Ajka, 1975. június 29. –) magyar nemzetközi női labdarúgó-játékvezető. Polgári foglalkozásának fő területe a közgazdaságtan. Pénzügyi és Számviteli főiskolát végzett, ösztöndíjasként egy német gazdasági főiskolán is képezhette magát. Tanulmányokat folytat a Testnevelési Főiskola, sportmenedzseri szakon.

## Pályafutása
Gyermekkorában az FC Ajka keretében aktívan rúgta a labdát, de ott nem tudott magasabb szinten játszani.
Játékvezetésből 1995-ben Veszprémben a Veszprém megyei Labdarúgó-szövetség (VMLSZ) Játékvezető Bizottsága (JB) előtt vizsgázott.Németországi tanulmányai alatt, a német női labdarúgásban vezethetett mérkőzéseket. Hazatérése után 1998-tól a BLSZ foglalkoztatta. A BLSZ JB javaslatára NB III-as, egyben országos utánpótlás bíró. Az MLSZ JB minősítésével 2001-től NB II-es, egyben a női bírói kar tagja. Több korosztályos férfi mérkőzés vezetése után 2007-ben Szombathelyen, a helyi futball 1919 óta íródó történelmében először, az NB II -ben szereplő Szombathelyi Haladás tétmérkőzésén dirigált! 2007-től NB I-es játékvezető. Hazánkban ez az első eset, hogy egy élvonalbeli férfi bajnoki mérkőzésen hölgy bíráskodott. Küldési gyakorlat szerint rendszeres 4. bírói, illetve alapvonalbírói szolgálatot is végez. NB I-es mérkőzéseinek száma: 3.
| Időpont           | Helyszín                  | Mérkőzés típusa          | Mérkőzés                             | Eredmény | Nézők száma |
| ----------------- | ------------------------- | ------------------------ | ------------------------------------ | -------- | ----------- |
| 2007. február 24. | Rákóczi Stadion, Kaposvár | első NB I-es mérkőzése   | Kaposvári Rákóczi FC–Dunakanyar-Vác  | 3 – 0    | 2500        |
| 2011. május 14.   | Rákóczi Stadion, Kaposvár | utolsó NB I-es mérkőzése | Kaposvári Rákóczi FC–Szolnoki MÁV FC | 0 – 1    | 2500        |

Ars poeticája: "Egy jó játékvezetőre jellemző a jó koncentráló, megfigyelőképesség, megfelelő döntéshozatal, illetve a döntések felvállalása is elengedhetetlen "kellék".
A Magyar Labdarúgó-szövetség JB terjesztette fel nemzetközi játékvezetőnek, a Nemzetközi Labdarúgó-szövetség (FIFA) 2002-től tartja nyilván bírói keretében. A FIFA JB központi nyelvei közül a németet és az angolt beszéli. 2005-től az UEFA JB besorolása szerint első, 2009-től elit kategóriás játékvezető. Több nemzetek közötti válogatott (Női labdarúgó-világbajnokság, Női labdarúgó-Európa-bajnokság), valamint Női UEFA-kupa klubmérkőzést vezetett, vagy működő társának 4. bíróként segített. Vezetett kupadöntők száma: 1.
A 2006-os U20-as női labdarúgó-világbajnokságon, valamint a 2008-as U20-as női labdarúgó-világbajnokságon a FIFA JB bíróként foglalkoztatta.
| Időpont             | Helyszín                                    | Mérkőzés típusa              | Mérkőzés                                        | Eredmény | Nézők száma |
| ------------------- | ------------------------------------------- | ---------------------------- | ----------------------------------------------- | -------- | ----------- |
| 2006. augusztus 17. | Petrovszkij Stadion, Szentpétervár          | csoportmérkőzés (A. csoport) | Új-Zéland–Ausztrália                            | 0 – 3    | 1 100       |
| 2006. augusztus 21. | Dynamo Stadion, Moszkva                     | csoportmérkőzés (C. csoport) | Mexikó–Németország                              | 1 – 9    | 500         |
| 2006. augusztus 26. | Torpedo Stadion, Moszkva                    | egyik negyeddöntő            | Kína–Oroszország                                | 4 – 0    | 2 000       |
| 2008. november 19.  | Municipal Nelson Oyarzún Stadion, Chillán   | csoportmérkőzés (B. csoport) | Kínai U20-as női labdarúgó-válogatott–Argentína | 0 – 0    | 3 500       |
| 2008. november 23.  | Municipal de La Florida Stadion, La Florida | csoportmérkőzés (C. csoport) | Kanada–Kongói DK                                | 4 – 0    | 7 482       |

A 2010-es U17-es női labdarúgó-világbajnokságon a FIFA JB játékvezetőként foglalkoztatta. Első feladata a nyitómérkőzés koordinálása volt. A nyitómérkőzésekkel kapcsolatban Sir Stanley Rous véleménye: Már az a játékvezető is megtisztelve érezheti magát, aki a nagy világverseny első mérkőzését dirigálhatja. Egy nagy színjáték prológusaként irányt szabhat a többi kollégájának.
| Időpont              | Helyszín                               | Mérkőzés típusa              | Mérkőzés                 | Eredmény | Nézők száma |
| -------------------- | -------------------------------------- | ---------------------------- | ------------------------ | -------- | ----------- |
| 2010. szeptember 5.  | Hasely Crawford Stadion, Port of Spain | csoportmérkőzés (A. csoport) | Trinidad és Tobago–Chile | 2 – 1    | 13 646      |
| 2010. szeptember 13. | Manny Ramjohn Stadion, Marabella       | csoportmérkőzés (D. csoport) | Brazília–Kanada          | 2 – 0    | 2 579       |
| 2010. szeptember 21. | Ato Boldon Stadion, Couva              | egyik elődöntő               | Észak-Korea–Japán        | 1 – 2    | 3 428       |

A 2007-es női labdarúgó-világbajnokságon, a 2011-es női labdarúgó-világbajnokságon a FIFA JB játékvezetői szolgálatra alkalmazta. 2011-ben az Ausztrália női labdarúgó-válogatott–Egyenlítői-guineai női labdarúgó-válogatott találkozón súlyos szakmai hibát vétett (nem ítélt büntetőrúgást egy nyilvánvaló kezezésért). Selejtező mérkőzéseket az UEFA zónában irányított. Világbajnokságon vezetett mérkőzéseinek száma: 5. Öt mérkőzést rajta kívül, kettő világbajnokságon való részvétellel kettő játékvezető (Jenny Palmqvist, Bibiana Steinhaus). Anna-Marie Keighley egy világbajnokságon teljesítette az 5 mérkőzésirányítást.
| Időpont              | Helyszín                              | Mérkőzés típusa                        | Mérkőzés                                                          | Eredmény | Nézők száma |
| -------------------- | ------------------------------------- | -------------------------------------- | ----------------------------------------------------------------- | -------- | ----------- |
| 2007. szeptember 14. | Chengdu Sports Stadion, Csengtu       | csoportmérkőzés (B. csoport)           | Amerikai Egyesült Államok–Svédország                              | 2 – 0    | 35 600      |
| 2007. szeptember 20. | Chengdu Sports Stadion, Csengtu       | csoportmérkőzés (C. csoport)           | Ausztrália–Kanada                                                 | 2 – 2    | 29 300      |
| 2007. szeptember 23. | Központi Stadion, Vuhan               | egyik negyeddöntő                      | Norvégia–Kína                                                     | 1 – 0    | 52 000      |
| 2007. szeptember 30. | Hongkou Football Stadion, Sanghaj     | bronztalálkozó                         | Norvég női labdarúgó-válogatott–Amerikai női labdarúgó-válogatott | 1 – 4    | 32 068      |
| 2009. október 25.    | Ďolíček, Prága                        | (2011-es vb) előselejtező (8. csoport) | Cseh labdarúgó-válogatott–Wales                                   | 3 – 1    |             |
| 2010. június 19.     | Oosterenkstadion, Zwolle              | (2011-es vb) előselejtező (2. csoport) | Holland női labdarúgó-válogatott–Norvég női labdarúgó-válogatott  | 2 – 2    |             |
| 2010. augusztus 21.  | Dumbarton Football Stadion, Dumbarton | (2011-es vb) előselejtező (3. csoport) | Skót női labdarúgó-válogatott–Görögország                         | 4 – 1    |             |
| 2011. július 3.      | Ruhr Stadion, Bochum                  | csoportmérkőzés (D. csoport)           | Ausztrál női labdarúgó-válogatott–Egyenlítői-Guinea               | 3 – 2    | 15 640      |

A 2005-ös női labdarúgó-Európa-bajnokságon és a 2009-es női labdarúgó-Európa-bajnokságon az UEFA JB bíróként alkalmazta. 2005-ben az Angol női labdarúgó-válogatott– Finn női labdarúgó-válogatott nyitómérkőzésével (csoportmérkőzés) indította a tornát. 
| Időpont             | Helyszín                              | Mérkőzés típusa                      | Mérkőzés                                                        | Eredmény | Nézők száma |
| ------------------- | ------------------------------------- | ------------------------------------ | --------------------------------------------------------------- | -------- | ----------- |
| 2005. június 5.     | Manchester Stadion, Manchester        | csoportmérkőzés (A. csoport)         | Anglia–Finnország                                               | 3 – 2    | 29 092      |
| 2005. június 9.     | Halliwell Jones Stadion, Warrington   | csoportmérkőzés (B. csoport)         | Norvég női labdarúgó-válogatott–Franciaország                   | 1 – 1    | 3 263       |
| 2008. május 8.      | Pabellón de la Ciudad Stadion, Madrid | (2009. Eb) előselejtező (1. csoport) | Spanyolország–Csehország                                        | 4 – 1    |             |
| 2008. október 2.    | Városi Stadion, Krasznojarszk         | (2009. Eb) előselejtező (6. csoport) | Oroszország–Norvég női labdarúgó-válogatott                     | 0 – 0    |             |
| 2008. október 25.   | Pabellón de la Ciudad Stadion, Madrid | (2009. Eb) rájátszás                 | Spanyol női labdarúgó-válogatott–Hollandia                      | 0 – 2    |             |
| 2008. október 30.   | Spartak Stadion, Nalcsik              | (2009. Eb) előselejtező (4. csoport) | Orosz női labdarúgó-válogatott–Skócia                           | 1 – 2    |             |
| 2009. augusztus 26. | Finnair Stadion, Helsinki             | csoportmérkőzés (A. csoport)         | Ukrajna–Dánia                                                   | 1 – 2    | 1 300       |
| 2009. augusztus 31. | Olimpiai Stadion, Helsinki            | csoportmérkőzés (C. csoport)         | Orosz női labdarúgó-válogatott–Olaszország                      | 0 – 2    | 1 112       |
| 2009. szeptember 6. | Marcel Saupin Stadion, Tampere        | egyik elődöntő                       | Angol női labdarúgó-válogatott–Holland női labdarúgó-válogatott | 2 – 1    | 4 621       |

A 2010-es U19-es női labdarúgó-Európa-bajnokságon az UEFA JB játékvezetőként alkalmazta.
| Időpont         | Helyszín                   | Mérkőzés típusa              | Mérkőzés                                        | Eredmény | Nézők száma |
| --------------- | -------------------------- | ---------------------------- | ----------------------------------------------- | -------- | ----------- |
| 1910. május 27. | Philip II Stadion, Szkopje | csoportmérkőzés (B. csoport) | Spanyolország–Franciaország                     | 0 – 1    | 200         |
| 1910. május 30. | Philip II Stadion, Szkopje | csoportmérkőzés (A. csoport) | Anglia–Németország                              | 1 – 2    | 250         |
| 2010. június 2. | Philip II Stadion, Szkopje | egyik elődöntő               | Hollandia–Angol U19-es női labdarúgó-válogatott | 0 – 0    | 300         |

Az UEFA JB küldésével több Női UEFA-kupa mérkőzést irányított, majd a 2008-as kupaidény zárásaként őt jelölték a finálé koordinálására.
| Időpont         | Helyszín               | Mérkőzés típusa     | Mérkőzés                                | Eredmény | Nézők száma | Asszisztensek                        | 4. játékvezető  |
| --------------- | ---------------------- | ------------------- | --------------------------------------- | -------- | ----------- | ------------------------------------ | --------------- |
| 2008. május 17. | T3 Arena Stadion, Umeå | első döntő mérkőzés | Umeå IK (svéd)–1. FFC Frankfurt (német) | 1 – 1    | 4 128       | Makkosné Petz Brigitta/Kulcsár Judit | Kulcsár Katalin |

A Magyar Olimpiai Bizottságtól 2008-ban a Nők a Sportban kitüntető elismerés mellé oklevelet és egy díszes szobrocskát kapott.
Édesapja több mint harminc éve játékvezető, így a hétvégéket gyerekként az öccsével együtt a focipálya szélén töltötték, otthon is sokat fociztak. Később mindketten nekiindultak a játékvezetői képzésnek, és nemsokára édesapjuk mellett a testvérével együtt partjeleztek. A szülei meg sem lepődtek, édesanyja mindvégig támogatta törekvésüket, és vidáman mosta a sáros ruháikat.
2020. szeptember 11-től az MLSZ Játékvezetői Bizottságának tagja.